# وزارة المالية (جورجيا)
وزارة المالية (بالجورجية: საქართველოს ფინანსთა სამინისტრო) هي وزارة ضمن الحكومة الجورجيَّة مسؤولة عن تنظيم القطاع المالي في جمهورية جورجيا.
شغلت لاشا خوتسيشفيلي منصب الوزير منذ 1 أبريل 2021.

## ميزانية
تبلغ ميزانية وزارة المالية لعام 2023 106 مليون لاري جورجي (39.9 مليون دولار أمريكي)، بزيادة قدرها 596 ألف لاري جورجي (224.521 دولارًا أمريكيًا) مقارنة بعام 2022.

## أنظر أيضا
- وزارة المالية (الكويت)